# Julia Boike
Julia Boike (* 13. Juli 1995) ist eine deutsche Fußballschiedsrichterin.

## Fußball
Boike machte ihre Schiedsrichterlizenz mit 16 Jahren. Seit 2014 ist sie DFB-Schiedsrichterin und pfeift für den VfR Hainchen. 2020 stieg sie in die 2. Bundesliga der Frauen auf. 2023 pfiff sie erstmals eine Partie in der Frauen-Bundesliga. Zur Saison 2025/26 folgt die finale Aufnahme in den Erstliga-Kader.
Bei den Männern stieg sie zur Saison 2017/18 in die Verbandsliga auf, seit 2022/23 pfeift sie auch in der fünftklassigen Hessenliga.

## Beruf
Boike arbeitet als Projektmanagerin in einem Gesundheitsunternehmen. Bei der Europameisterschaft 2024 agierte sie als Schiedsrichterbetreuerin in Köln.

## Trivia
Sie übernahm in dem Kinofilm Max und die Wilde 7: Die Geister-Oma die Rolle der Schiedsrichterin.